# Witness: The Tour
Witness: The Tour là chuyến lưu diễn thứ tư bởi ca sĩ người Mỹ Katy Perry để quảng bá cho album phòng thu thứ năm của cô, Witness (2017). Chuyến lưu diễn bắt đầu vào ngày 19 tháng 9 năm 2017, tại Montreal, Canada và kết thúc vào ngày 21 tháng 8 năm 2018, tại Auckland, New Zealand. Perry đã đi qua Bắc Mỹ, Nam Mỹ, Châu Á, Châu Âu, Châu Phi và Châu Đại Dương.
Vào cuối năm 2017, chuyến lưu diễn đứng ở vị trí thứ 77 trên Pollstar danh sách "2017 Year-End Tours Top 100 trên toàn thế giới", ước tính rằng nó thu về 28,1 triệu $ và 266.300 người tham dự trong suốt chặng diễn. Vào tháng 7 năm 2018, Pollstar đã xếp hạng tour diễn ở vị trí thứ 14 tại Top 100 Chuyến tham quan toàn cầu hàng đầu năm 2018 với 48,8 triệu đô la và 577.617 vé được bán trong 54 chương trình. Vào tháng 12 năm 2018, Pollstar đã xếp hạng tour diễn ở vị trí 29 với tổng doanh thu 55,3 triệu đô la và 633.827 vé được bán trong 52 chương trình.
Theo Forbes, Perry đã làm việc trong tổng thời gian là 80 ngày trong suốt quá trình thực hiện Witness: The Tour trong khung thời gian từ tháng 6 đến tháng 6 của Forbes, thu về hơn 1 triệu đô la mỗi đêm. Năm 2019, tạp chí nói rằng cô đã chuyển 1 triệu đô la mỗi chương trình trong khung thời gian năm 2019 của họ.

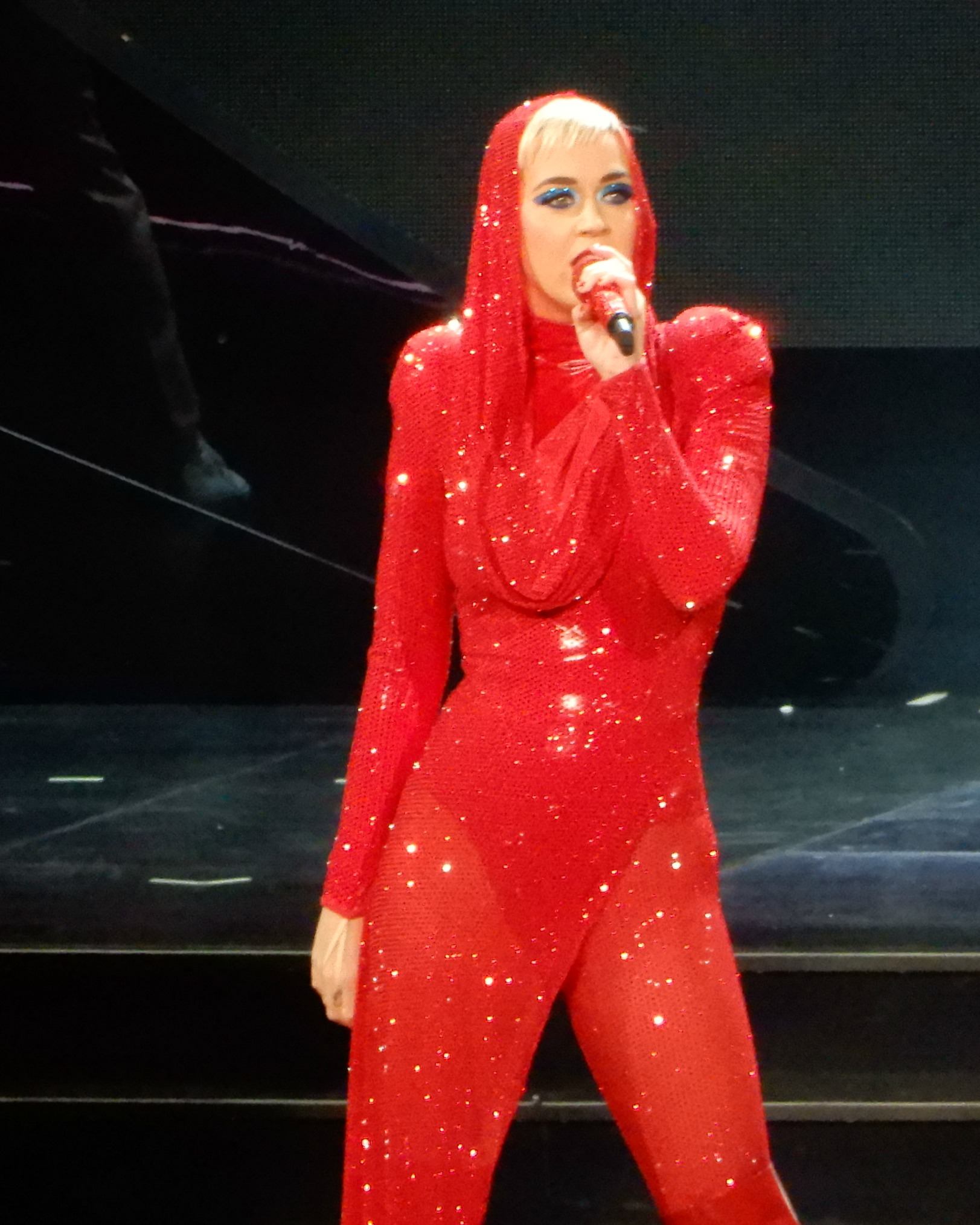
Perry biểu diễn tại Madison Square Garden, thành phố New York vào tháng 10 năm 2017

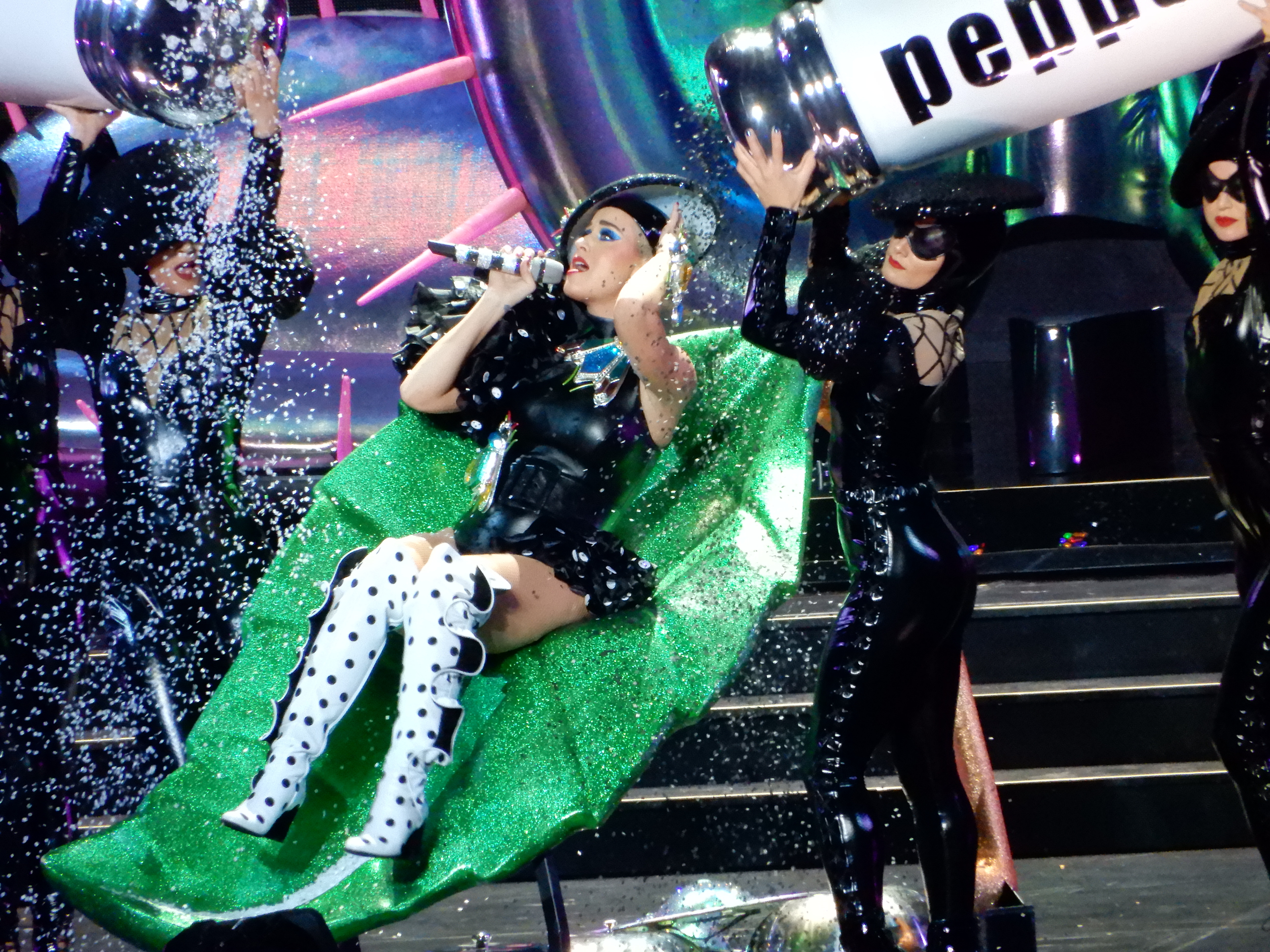
Perry và các vũ công biểu diễn "Bon Appétit"

## Thương mại
Vào cuối năm 2017, tour đặt ở vị trí thứ 77 trên Pollstar danh sách "2017 Year-End Tours Top 100 trên toàn thế giới", ước tính rằng nó thu về 28,1 triệu $ và 266.300 người tham dự trong suốt cả năm.
Tour diễn này là chuyến lưu diễn của phụ nữ bán chạy thứ ba tại Vương quốc Anh năm 2018, theo StubHub, chỉ sau Taylor Swift và Britney Spears.

## Danh sách trình diễn

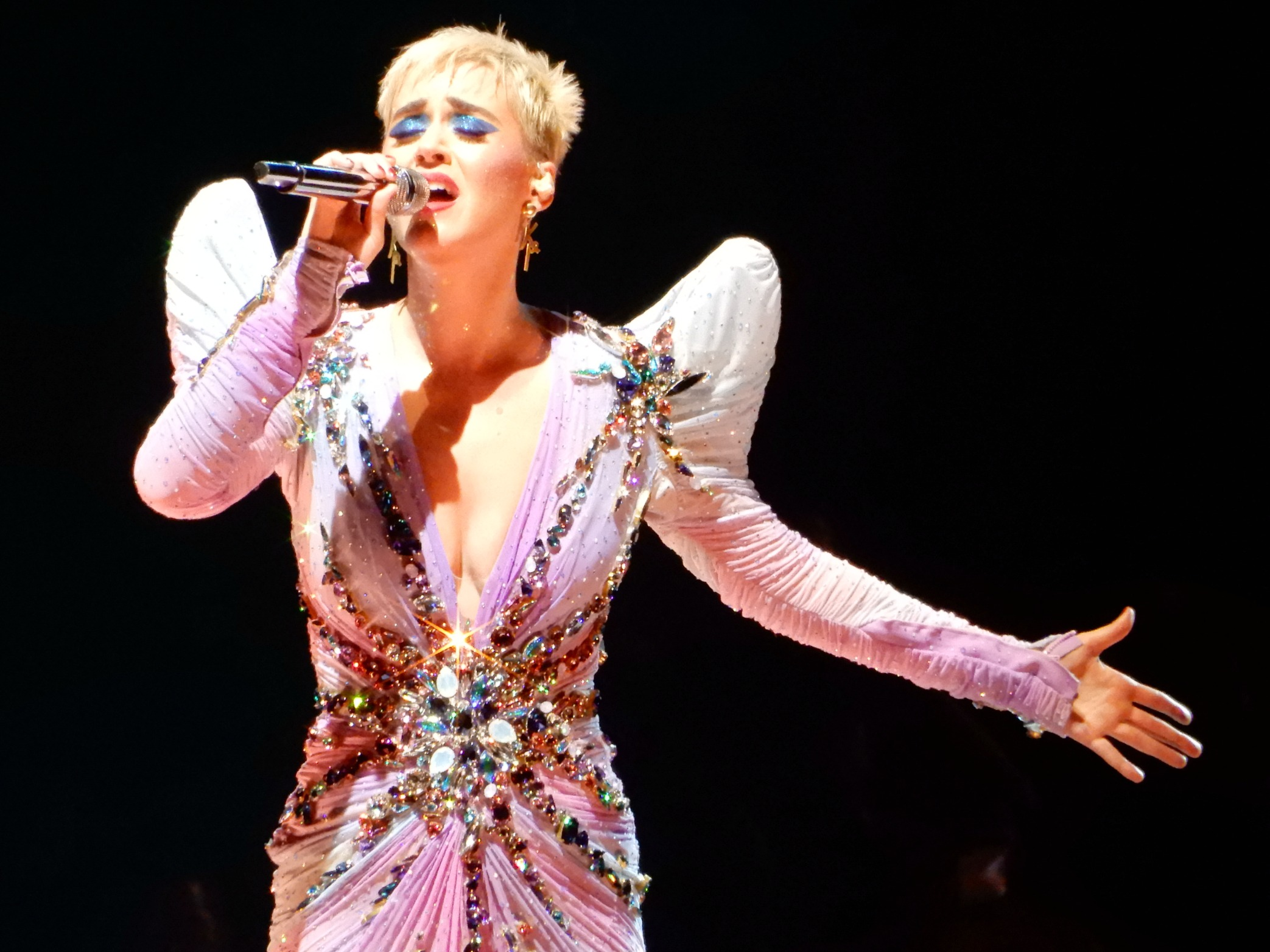
Perry kết thúc chương trình với "Firework"

Danh sách này được thiết lập từ chương trình vào ngày 19 tháng 1 năm 2018 tại Glendale. Nó không đại diện cho tất cả các buổi trình diễn.
1. "Witness"
2. "Roulette"
3. "Dark Horse"
4. "Chained to the Rhythm"
5. "Teenage Dream"
6. "Hot n Cold"
7. "Last Friday Night (T.G.I.F.)"
8. "California Gurls"
9. "I Kissed a Girl"
10. "Déjà Vu"
11. "Tsunami"
12. "E.T."
13. "Bon Appétit" (contains elements of "What Have You Done for Me Lately")
14. "Wide Awake"
15. "Thinking of You"
16. "Power"
17. "Part of Me"
18. "Swish Swish"
19. "Roar"

Encore
1. "Firework"

## Ngày
| Ngày                     | Thành phố           | Quốc gia         | Địa điểm                                      | Nghệ sĩ mở màn     | Khán giả                | Doanh thu        |
| Chặng 1 — Bắc Mỹ         | Chặng 1 — Bắc Mỹ    | Chặng 1 — Bắc Mỹ | Chặng 1 — Bắc Mỹ                              | Chặng 1 — Bắc Mỹ   | Chặng 1 — Bắc Mỹ        | Chặng 1 — Bắc Mỹ |
| ------------------------ | ------------------- | ---------------- | --------------------------------------------- | ------------------ | ----------------------- | ---------------- |
| 19 tháng 9 năm 2017      | Montréal            | Canada           | Trung tâm Bell                                | Noah Cyrus         | —                       | —                |
| 21 tháng 9 năm 2017      | Uncasville          | Hoa Kỳ           | Mohegan Sun Arena                             | Noah Cyrus         | 6.334 / 6.554           | $1.704.881       |
| 22 tháng 9 năm 2017      | Pittsburgh          | Hoa Kỳ           | PPG Paints Arena                              | Noah Cyrus         | 8.577 / 12.163          | $752.651         |
| 24 tháng 9 năm 2017      | Columbus            | Hoa Kỳ           | Trung tâm Schottenstein                       | Noah Cyrus         | —                       | —                |
| 25 tháng 9 năm 2017      | Washington, D.C.    | Hoa Kỳ           | Capital One Arena                             | Noah Cyrus         | —                       | —                |
| 29 tháng 9 năm 2017      | Boston              | Hoa Kỳ           | TD Garden                                     | Noah Cyrus         | —                       | —                |
| 30 tháng 9 năm 2017      | Boston              | Hoa Kỳ           | TD Garden                                     | Noah Cyrus         | —                       | —                |
| 2 tháng 10 năm 2017      | Thành phố New York  | Hoa Kỳ           | Madison Square Garden                         | Noah Cyrus         | 21.688 / 22.667         | $2.618.096       |
| 6 tháng 10 năm 2017      | Thành phố New York  | Hoa Kỳ           | Madison Square Garden                         | Noah Cyrus         | 21.688 / 22.667         | $2.618.096       |
| 8 tháng 10 năm 2017      | Newark              | Hoa Kỳ           | Trung tâm Prudential                          | Noah Cyrus         | 10.067 / 11.307         | $1.118.597       |
| 9 tháng 10 năm 2017      | Thành phố Québec    | Canada           | Trung tâm Videotron                           | Noah Cyrus         | —                       | —                |
| 11 tháng 10 năm 2017     | Brooklyn            | Hoa Kỳ           | Trung tâm Barclays                            | Noah Cyrus         | 9.055 / 11.712          | $1.002.705       |
| 12 tháng 10 năm 2017     | Philadelphia        | Hoa Kỳ           | Trung tâm Wells Fargo                         | Noah Cyrus         | —                       | —                |
| 16 tháng 10 năm 2017     | Louisville          | Hoa Kỳ           | Trung tâm KFC Yum!                            | Noah Cyrus         | —                       | —                |
| 18 tháng 10 năm 2017     | Nashville           | Hoa Kỳ           | Bridgestone Arena                             | Noah Cyrus         | —                       | —                |
| 22 tháng 10 năm 2017     | St. Louis           | Hoa Kỳ           | Trung tâm Scottrade                           | Noah Cyrus         | —                       | —                |
| 24 tháng 10 năm 2017     | Chicago             | Hoa Kỳ           | Trung tâm United                              | Noah Cyrus         | —                       | —                |
| 25 tháng 10 năm 2017     | Chicago             | Hoa Kỳ           | Trung tâm United                              | Noah Cyrus         | —                       | —                |
| 27 tháng 10 năm 2017     | Thành phố Kansas    | Hoa Kỳ           | Trung tâm Sprint                              | Noah Cyrus         | —                       | —                |
| 31 tháng 10 năm 2017     | Toronto             | Canada           | Trung tâm Air Canada                          | Noah Cyrus         | —                       | —                |
| 1 tháng 11 năm 2017      | Toronto             | Canada           | Trung tâm Air Canada                          | Noah Cyrus         | —                       | —                |
| 7 tháng 11 năm 2017      | Los Angeles         | Hoa Kỳ           | Trung tâm Staples                             | Purity Ring        | —                       | —                |
| 8 tháng 11 năm 2017      | Los Angeles         | Hoa Kỳ           | Trung tâm Staples                             | Purity Ring        | —                       | —                |
| 10 tháng 11 năm 2017     | Los Angeles         | Hoa Kỳ           | Trung tâm Staples                             | Purity Ring        | —                       | —                |
| 14 tháng 11 năm 2017     | San Jose            | Hoa Kỳ           | Trung tâm SAP                                 | Purity Ring        | —                       | —                |
| 24 tháng 11 năm 2017     | Thành phố Salt Lake | Hoa Kỳ           | Vivint Smart Home Arena                       | Purity Ring        | —                       | —                |
| 26 tháng 11 năm 2017     | Denver              | Hoa Kỳ           | Trung tâm Pepsi                               | Purity Ring        | —                       | —                |
| 28 tháng 11 năm 2017     | Omaha               | Hoa Kỳ           | Trung tâm CenturyLink Omaha                   | Purity Ring        | —                       | —                |
| 29 tháng 11 năm 2017     | Tulsa               | Hoa Kỳ           | Trung tâm BOK                                 | Purity Ring        | —                       | —                |
| 1 tháng 12 năm 2017      | Saint Paul          | Hoa Kỳ           | Trung tâm Xcel Energy                         | Purity Ring        | —                       | —                |
| 2 tháng 12 năm 2017      | Des Moines          | Hoa Kỳ           | Wells Fargo Arena                             | Purity Ring        | —                       | —                |
| 4 tháng 12 năm 2017      | Milwaukee           | Hoa Kỳ           | Trung tâm BMO Harris Bradley                  | Purity Ring        | —                       | —                |
| 6 tháng 12 năm 2017      | Detroit             | Hoa Kỳ           | Little Caesars Arena                          | Purity Ring        | —                       | —                |
| 7 tháng 12 năm 2017      | Grand Rapids        | Hoa Kỳ           | Van Andel Arena                               | Purity Ring        | —                       | —                |
| 9 tháng 12 năm 2017      | Indianapolis        | Hoa Kỳ           | Bankers Life Fieldhouse                       | Purity Ring        | —                       | —                |
| 10 tháng 12 năm 2017     | Cleveland           | Hoa Kỳ           | Quicken Loans Arena                           | Purity Ring        | —                       | —                |
| 12 tháng 12 năm 2017     | Atlanta             | Hoa Kỳ           | Philips Arena                                 | Purity Ring        | 8.782 / 10.580          | $950.017         |
| 15 tháng 12 năm 2017     | Tampa               | Hoa Kỳ           | Amalie Arena                                  | Purity Ring        | —                       | —                |
| 17 tháng 12 năm 2017     | Orlando             | Hoa Kỳ           | Trung tâm Amway                               | Purity Ring        | —                       | —                |
| 20 tháng 12 năm 2017     | Miami               | Hoa Kỳ           | American Airlines Arena                       | Purity Ring        | —                       | —                |
| Châu Á                   |                     |                  |                                               |                    |                         |                  |
| 31 tháng 12 năm 2017     | Abu Dhabi           | UAE              | du Arena                                      | Martin Avari       | —                       | —                |
| Chặng 1 — Bắc Mỹ         |                     |                  |                                               |                    |                         |                  |
| 5 tháng 1 năm 2018       | New Orleans         | Hoa Kỳ           | Trung tâm Smoothie King                       | Carly Rae Jepsen   | —                       | —                |
| 7 tháng 1 năm 2018       | Houston             | Hoa Kỳ           | Trung tâm Toyota                              | Carly Rae Jepsen   | 9.655 / 10.432          | $1.139.385       |
| 10 tháng 1 năm 2018      | San Antonio         | Hoa Kỳ           | Trung tâm AT&T                                | Carly Rae Jepsen   | —                       | —                |
| 12 tháng 1 năm 2018      | North Little Rock   | Hoa Kỳ           | Verizon Arena                                 | Carly Rae Jepsen   | —                       | —                |
| 14 tháng 1 năm 2018      | Dallas              | Hoa Kỳ           | Trung tâm American Airlines                   | Carly Rae Jepsen   | —                       | —                |
| 19 tháng 1 năm 2018      | Glendale            | Hoa Kỳ           | Gila River Arena                              | Carly Rae Jepsen   | —                       | —                |
| 20 tháng 1 năm 2018      | Paradise            | Hoa Kỳ           | T-Mobile Arena                                | Carly Rae Jepsen   | 12.944 / 13.947         | $1.230.517       |
| 31 tháng 1 năm 2018      | Sacramento          | Hoa Kỳ           | Trung tâm Golden 1                            | Carly Rae Jepsen   | —                       | —                |
| 2 tháng 2 năm 2018       | Portland            | Hoa Kỳ           | Trung tâm Moda                                | Carly Rae Jepsen   | —                       | —                |
| 3 tháng 2 năm 2018       | Tacoma              | Hoa Kỳ           | Tacoma Dome                                   | Carly Rae Jepsen   | 17.136 / 17.970         | $1.436.723       |
| 5 tháng 2 năm 2018       | Vancouver           | Canada           | Rogers Arena                                  | Carly Rae Jepsen   | —                       | —                |
| 6 tháng 2 năm 2018       | Vancouver           | Canada           | Rogers Arena                                  | Carly Rae Jepsen   | —                       | —                |
| Chặng 2 — Nam Mỹ         |                     |                  |                                               |                    |                         |                  |
| 8 tháng 3 năm 2018       | Santiago            | Chile            | Sân vận động Quốc gia Julio Martínez Prádanos | Augusto Schuster   | —                       | —                |
| 11 tháng 3 năm 2018      | Buenos Aires        | Argentina        | Club Ciudad                                   | Lali               | —                       | —                |
| 14 tháng 3 năm 2018      | Porto Alegre        | Brasil           | Arena do Grêmio                               | Valéria Bebe Rexha | —                       | —                |
| 17 tháng 3 năm 2018      | São Paulo           | Brasil           | Allianz Parque                                | Bebe Rexha         | 37.284 / 37.284         | $2.926.354       |
| 18 tháng 3 năm 2018      | Rio de Janeiro      | Brasil           | Praça da Apoteose                             | —                  | —                       | —                |
| 21 tháng 3 năm 2018      | Lima                | Peru             | Jockey Club Parcela H                         | —                  | —                       | —                |
| Chặng 3 — Châu Á         |                     |                  |                                               |                    |                         |                  |
| 27 tháng 3 năm 2018      | Saitama             | Nhật Bản         | Saitama Super Arena                           | —                  | —                       | —                |
| 28 tháng 3 năm 2018      | Saitama             | Nhật Bản         | Saitama Super Arena                           | —                  | —                       | —                |
| 30 tháng 3 năm 2018      | Hồng Kông           | Hồng Kông        | AsiaWorld–Arena                               | —                  | —                       | —                |
| 2 tháng 4 năm 2018       | Manila              | Philippines      | Mall of Asia Arena                            | —                  | —                       | —                |
| 4 tháng 4 năm 2018       | Đài Bắc             | Đài Loan         | Nhà thi đấu Đài Bắc                           | —                  | —                       | —                |
| 6 tháng 4 năm 2018       | Seoul               | Hàn Quốc         | Gocheok Sky Dome                              | —                  | —                       | —                |
| 8 tháng 4 năm 2018       | Singapore           | Singapore        | Sân vận động trong nhà Singapore              | Zedd               | —                       | —                |
| 10 tháng 4 năm 2018      | Băng Cốc            | Thái Lan         | IMPACT Arena                                  | India Carney       | —                       | —                |
| 14 tháng 4 năm 2018      | Bumi Serpong Damai  | Indonesia        | Trung tâm hội nghị và triển lãm Indonesia     | —                  | —                       | —                |
| Chặng 4 — Bắc Mỹ         |                     |                  |                                               |                    |                         |                  |
| 3 tháng 5 năm 2018       | Thành phố México    | México           | Arena Ciudad de México                        | CYN                | —                       | —                |
| 4 tháng 5 năm 2018       | Thành phố México    | México           | Arena Ciudad de México                        | CYN                | —                       | —                |
| 8 tháng 5 năm 2018       | Monterrey           | México           | Arena Monterrey                               | CYN                | —                       | —                |
| 9 tháng 5 năm 2018       | Monterrey           | México           | Arena Monterrey                               | CYN                | —                       | —                |
| 11 tháng 5 năm 2018      | Guadalajara         | México           | Arena VFG                                     | CYN                | —                       | —                |
| 19 tháng 5 năm 2018      | Santa Barbara       | Hoa Kỳ           | Santa Barbara Bowl                            | —                  | —                       | —                |
| Chặng 5 — Châu Âu        |                     |                  |                                               |                    |                         |                  |
| 23 tháng 5 năm 2018      | Köln                | Đức              | Lanxess Arena                                 | Tove Styrke        | —                       | —                |
| 24 tháng 5 năm 2018      | Antwerpen           | Bỉ               | Sportpaleis                                   | Tove Styrke        | —                       | —                |
| 26 tháng 5 năm 2018      | Amsterdam           | Hà Lan           | Ziggo Dome                                    | Tove Styrke        | —                       | —                |
| 27 tháng 5 năm 2018      | Amsterdam           | Hà Lan           | Ziggo Dome                                    | Tove Styrke        | —                       | —                |
| 29 tháng 5 năm 2018      | Paris               | Pháp             | AccorHotels Arena                             | Tove Styrke        | —                       | —                |
| 30 tháng 5 năm 2018      | Paris               | Pháp             | AccorHotels Arena                             | Tove Styrke        | —                       | —                |
| 1 tháng 6 năm 2018       | Zürich              | Thụy Sĩ          | Hallenstadion                                 | Tove Styrke        | 12.000 / 12.000         | $1.046.880       |
| 2 tháng 6 năm 2018       | Bologna             | Ý                | Unipol Arena                                  | Tove Styrke        | —                       | —                |
| 4 tháng 6 năm 2018       | Viên                | Áo               | Wiener Stadthalle                             | Tove Styrke        | —                       | —                |
| 6 tháng 6 năm 2018       | Berlin              | Đức              | Mercedes-Benz Arena                           | Tove Styrke        | —                       | —                |
| 8 tháng 6 năm 2018       | Copenhagen          | Đan Mạch         | Royal Arena                                   | Tove Styrke        | —                       | —                |
| 10 tháng 6 năm 2018      | Stockholm           | Thụy Điển        | Ericsson Globe                                | Tove Styrke        | —                       | —                |
| 14 tháng 6 năm 2018      | Luân Đôn            | Anh              | The O2 Arena                                  | Hailee Steinfeld   | 25.913 / 29.609         | $2.194.680       |
| 15 tháng 6 năm 2018      | Luân Đôn            | Anh              | The O2 Arena                                  | Hailee Steinfeld   | 25.913 / 29.609         | $2.194.680       |
| 18 tháng 6 năm 2018      | Birmingham          | Anh              | Arena Birmingham                              | Hailee Steinfeld   | —                       | —                |
| 19 tháng 6 năm 2018      | Sheffield           | Anh              | Sheffield Arena                               | Hailee Steinfeld   | —                       | —                |
| 21 tháng 6 năm 2018      | Liverpool           | Anh              | Echo Arena                                    | Hailee Steinfeld   | —                       | —                |
| 22 tháng 6 năm 2018      | Manchester          | Anh              | Manchester Arena                              | Hailee Steinfeld   | —                       | —                |
| 24 tháng 6 năm 2018      | Glasgow             | Scotland         | SSE Hydro                                     | Hailee Steinfeld   | 11.274 / 11.453         | $911.064         |
| 25 tháng 6 năm 2018      | Newcastle           | Anh              | Metro Radio Arena                             | Hailee Steinfeld   | —                       | —                |
| 28 tháng 6 năm 2018      | Barcelona           | Tây Ban Nha      | Palau Sant Jordi                              | Hailee Steinfeld   | —                       | —                |
| 30 tháng 6 năm 2018      | Lisboa              | Bồ Đào Nha       | Parque da Bela Vista                          | —                  | —                       | —                |
| Chặng 6 — Châu Phi       |                     |                  |                                               |                    |                         |                  |
| 18 tháng 7 năm 2018      | Johannesburg        | Cộng hòa Nam Phi | Ticketpro Dome                                | The Dolls Elle B   | —                       | —                |
| 20 tháng 7 năm 2018      | Johannesburg        | Cộng hòa Nam Phi | Ticketpro Dome                                | The Dolls Elle B   | —                       | —                |
| 21 tháng 7 năm 2018      | Johannesburg        | Cộng hòa Nam Phi | Ticketpro Dome                                | The Dolls Elle B   | —                       | —                |
| Chặng 7 — Châu Đại Dương |                     |                  |                                               |                    |                         |                  |
| 24 tháng 7 năm 2018      | Perth               | Úc               | Perth Arena                                   | Starley            | 22.633 / 22.992         | $1.978.590       |
| 25 tháng 7 năm 2018      | Perth               | Úc               | Perth Arena                                   | Starley            | 22.633 / 22.992         | $1.978.590       |
| 28 tháng 7 năm 2018      | Adelaide            | Úc               | Trung tâm giải trí Adelaide                   | Starley            | —                       | —                |
| 30 tháng 7 năm 2018      | Adelaide            | Úc               | Trung tâm giải trí Adelaide                   | Starley            | —                       | —                |
| 31 tháng 7 năm 2018      | Adelaide            | Úc               | Trung tâm giải trí Adelaide                   | Starley            | —                       | —                |
| 2 tháng 8 năm 2018       | Melbourne           | Úc               | Rod Laver Arena                               | Starley            | —                       | —                |
| 3 tháng 8 năm 2018       | Melbourne           | Úc               | Rod Laver Arena                               | Starley            | —                       | —                |
| 5 tháng 8 năm 2018       | Melbourne           | Úc               | Rod Laver Arena                               | Starley            | —                       | —                |
| 8 tháng 8 năm 2018       | Brisbane            | Úc               | Trung tâm giải trí Brisbane                   | Zedd               | —                       | —                |
| 10 tháng 8 năm 2018      | Brisbane            | Úc               | Trung tâm giải trí Brisbane                   | Zedd               | —                       | —                |
| 13 tháng 8 năm 2018      | Sydney              | Úc               | Qudos Bank Arena                              | Zedd               | —                       | —                |
| 14 tháng 8 năm 2018      | Sydney              | Úc               | Qudos Bank Arena                              | Zedd               | —                       | —                |
| 16 tháng 8 năm 2018      | Sydney              | Úc               | Qudos Bank Arena                              | Zedd               | —                       | —                |
| 17 tháng 8 năm 2018      | Sydney              | Úc               | Qudos Bank Arena                              | Zedd               | —                       | —                |
| 20 tháng 8 năm 2018      | Auckland            | New Zealand      | Spark Arena                                   | Zedd               | —                       | —                |
| 21 tháng 8 năm 2018      | Auckland            | New Zealand      | Spark Arena                                   | Zedd               | —                       | —                |
| Tổng cộng                | Tổng cộng           | Tổng cộng        | Tổng cộng                                     | Tổng cộng          | 176.058 / 193.386 (91%) | $18.084.786      |

### Trích dẫn
1. 1 2 3 4 5 6 7 8 9  "Tour – Katy Perry". KatyPerry.com. Bản gốc lưu trữ ngày 13 tháng 9 năm 2017. Truy cập ngày 30 tháng 3 năm 2020.
2. ↑  "Year-End Top 100 Worldwide Tours" (PDF). Pollstar. ngày 5 tháng 1 năm 2018.
3. ↑  "Mid-End Top 100 Worldwide Tours" (PDF). Pollstar. ngày 16 tháng 7 năm 2018.
4. ↑  "Year End Top 100 Worldwide Tours" (PDF). Pollstar.
5. ↑  "The World's Highest-Paid Women In Music 2018". Forbes.
6. ↑  "#41 Katy Perry". Forbes.
7. ↑  "Year-End Top 100 Worldwide Tours" (PDF). Pollstar. ngày 5 tháng 1 năm 2018.
8. ↑  "Taylor Swift tops UK bestselling female artist list". ngày 8 tháng 3 năm 2018. Bản gốc lưu trữ ngày 8 tháng 3 năm 2018. Truy cập ngày 9 tháng 3 năm 2018.
9. ↑  Ed Masley (ngày 20 tháng 1 năm 2018). "Katy Perry show bears witness to singer's enduring appeal a decade after 'Kissed a Girl'". AZ Central. Truy cập ngày 22 tháng 1 năm 2018.
10. 1 2
11. ↑  Sources for boxscore:

  - "Billboard Boxscore :: Current Scores". Billboard. Bản gốc lưu trữ ngày 4 tháng 10 năm 2017. Truy cập ngày 4 tháng 10 năm 2017.
  - "Billboard Boxscore :: Current Scores". Billboard. Bản gốc lưu trữ ngày 8 tháng 11 năm 2017. Truy cập ngày 8 tháng 11 năm 2017.
  - "Billboard Boxscore :: Current Scores". Billboard. Bản gốc lưu trữ ngày 14 tháng 11 năm 2017. Truy cập ngày 14 tháng 11 năm 2017.
12. ↑  "Katy Perry Is Returning To The UAE On New Year's Eve". Harper's Bazaar. ngày 6 tháng 11 năm 2017. Truy cập ngày 6 tháng 4 năm 2017.
13. ↑  Sources for boxscore:
  - "Current Boxscore | Billboard". Billboard. Bản gốc lưu trữ ngày 24 tháng 1 năm 2018. Truy cập ngày 18 tháng 3 năm 2018.
  - "Current Boxscore | Billboard". Billboard. Bản gốc lưu trữ ngày 18 tháng 3 năm 2018. Truy cập ngày 18 tháng 3 năm 2018.
  - "Current Boxscore : Billboard". Billboard. ngày 27 tháng 3 năm 2018. Bản gốc lưu trữ ngày 28 tháng 3 năm 2018. Truy cập ngày 28 tháng 3 năm 2018.
14. ↑  Sources for boxscore:
  - "Current Boxscore | Billboard". Billboard. Bản gốc lưu trữ ngày 27 tháng 6 năm 2018. Truy cập ngày 27 tháng 6 năm 2018.
  - "Current Boxscore | Billboard". Billboard. Bản gốc lưu trữ ngày 4 tháng 7 năm 2018. Truy cập ngày 4 tháng 7 năm 2018.
  - "Current Boxscore | Billboard". Billboard. Bản gốc lưu trữ ngày 18 tháng 7 năm 2018. Truy cập ngày 18 tháng 7 năm 2018.
15. ↑  Sources for boxscore:
  - "Current Boxscore | Billboard". Billboard. Lưu trữ bản gốc ngày 1 tháng 8 năm 2018. Truy cập ngày 1 tháng 8 năm 2018.